# Danny Sullivan

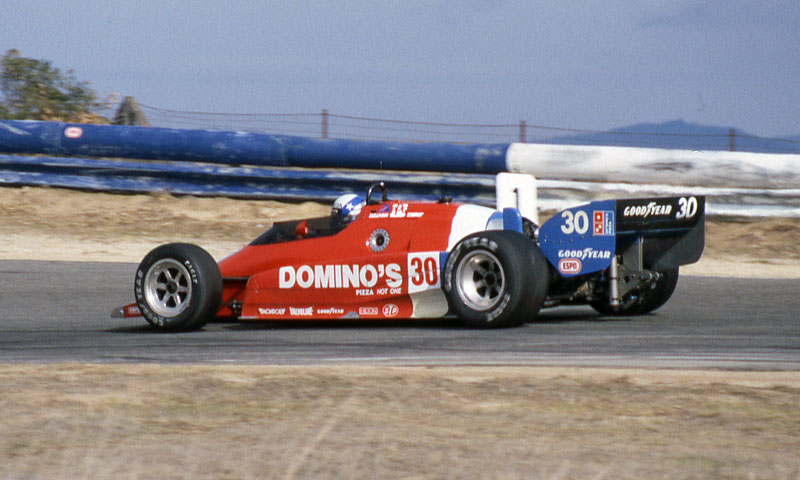
Danny Sullivan in een Lola T800 tijdens de IndyCar race op Laguna Seca in 1984.

Daniel John Sullivan III (Louisville, Kentucky, 9 maart 1950) is een voormalige autocoureur uit de Verenigde Staten.

## Loopbaan
Sullivan was een laatbloeier en maakte pas op 32-jarige leeftijd in 1982 zijn debuut in de IndyCar-series. Een jaar later kwam hij onder contract bij het team van Tyrrell in de Formule 1, maar dit werd geen succes. Waar teamgenoot Michele Alboreto zelfs een race wist te winnen, kwam Sullivan niet verder dan twee punten.
In 1984 keerde hij terug in de IndyCar. In 1985 volgde het grootste succes uit zijn loopbaan, toen Sullivan de Indy 500 won, nadat hij gespind was toen hij de leiding wilde overnemen. Drie jaar later volgde de IndyCar-titel. Tot begin jaren negentig behoorde Sullivan tot de top in de Amerikaanse serie, maar na een zware crash op de Michigan International Speedway in 1995 ging hij minder racen.
Tegenwoordig is Sullivan betrokken bij het Red Bull Young Driver-Program om Amerikaans racetalent te ontdekken.
In 1986 had Sullivan een bijrol in een aflevering van Miami Vice als de autocoureur die van een moord verdacht werd.